# Tyranneau marbré
Pogonotriccus ophthalmicus
Espèce
Synonymes
- Phylloscartes ophthalmicus[1]

Statut de conservation UICN

 LC  : Préoccupation mineure
Le Tyranneau marbré (Pogonotriccus ophthalmicus) est une espèce de passereaux de la famille des Tyrannidae,.
Plusieurs sources classent cette espèce sous le nom de Phylloscartes ophthalmicus,,. En effet, le genre Pogonotriccus a longtemps été fusionné avec le genre Phylloscartes. Malgré tout, en 2004, John W. Fitzpatrick, dans le 9e volume du Handbook of the Birds of the World, choisit de traiter Pogonotriccus comme un genre séparé en se basant sur les légères différences de comportement des oiseaux des deux genres. Frank Gill and David Donsker reconnaissent ensuite également Pogonotriccus comme un genre séparé pour le compte du Congrès ornithologique international.

## Systématique et distribution
Cet oiseau est représenté par trois sous-espèces selon la classification de référence du Congrès ornithologique international (version 9.1, 2019) :
- Pogonotriccus ophthalmicus ophthalmicus Taczanowski, 1874 : dans les Andes, de la Colombie au nord-ouest du Venezuela, à l'est de l'Équateur et au nord du Pérou ;
- Pogonotriccus ophthalmicus ottonis von Berlepsch, 1901 : Andes du sud-est du Pérou (département de Puno) et de l'ouest de la Bolivie ;
- Pogonotriccus ophthalmicus purus Todd, 1952 : cordillère de la côte du nord du Venezuela (de l'État d'Yaracuy au District de la capitale)[2],[3],[9].